# Dassault Mirage F2
Die Dassault Mirage F2 war ein Projekt zur Entwicklung eines mittleren Angriffsflugzeuges des französischen Flugzeugherstellers Dassault Aviation.

## Geschichte
Die Mirage F2 wurde von Dassault aufgrund eines Bedarfs für ein Angriffsflugzeug auf Basis der Mirage III entwickelt. Anders als bei der Mirage III kam kein Deltaflügel, sondern ein Pfeilflügel in Schulterdeckerbauweise mit Sägezahn zum Einsatz. Das Flugzeug wurde von einem einzelnen Mantelstromtriebwerk Pratt & Whitney TF30 angetrieben. Im Jahr 1965 wurden drei Prototypen geordert. Noch bis nach dem Erstflug wurde die Maschine als Variante der Mirage III wahrgenommen. Die Bezeichnung lautete entsprechend Mirage 3F-2 oder auch Mirage III F. Die Maschine absolvierte ihren Erstflug am 12. Juni 1966. Danach wurde die Erprobung des in Frankreich produzieren Triebwerks gleicher Bauart, dem SNECMA TF-306 aufgenommen. Zum Zeitpunkt des Erstflugs gingen Beobachter davon aus, dass das Flugzeug für die französische Luftwaffe in Serie gebaut würde.
Im Mai 1966 war bei der Generalität der Wunsch nach der Abwandlung der F2 in ein Jagdflugzeug aufgekommen. Das neue Programm wurde Mirage F3 genannt, es wurde jedoch bis zum Programmende beider Typen im November 1967 kein Flugzeug fertiggestellt.
Der Prototyp blieb das einzige gebaute Flugzeug; Rumpf und Triebwerk bildeten die Grundlage der Mirage G mit variabler Flügelgeometrie. Das Flugzeug befindet sich in einem Vorort von Toulouse auf dem Areal des ehemaligen CEAT (Centre d'essais aéronautiques de Toulouse), heute DGA Techniques aérospatiales in Balma, der Standort wurde letztmals im Februar 2025 verifiziert.